# اگوگو
اگوگو (به لاتین: Agougou) یک منطقهٔ مسکونی در بنین است که در استان دونگا واقع شده‌است.